# Sindaci di Bruxelles
Di seguito l'elenco dei sindaci di Bruxelles a capo dell'amministrazione comunale.

## Elenco dei sindaci di Bruxelles

### Paesi Bassi borgognoni (1384–1482)
- 1380: Geert Pipenpoy
- 1381: Geert Pipenpoy e Jacques Stovaert
- 1421: J. Swaeff, J. Cooman
- 1422: Walter Vanden Heetvelde, Petrus van Bolenbeke
- 1423: Guillaume de Kesterbeke, Jan van Muysen
- 1424: Jan van Coundeberg, chiamato Rolibuc, Gielis Daneels,
- 1425: Willem van Herzele, J. de Schore, chiamato de Briedere
- 1426: Wenceslas t'Serclaes, J. Rampaert
- 1427: Jean de Hertoghe, Michel de Mabeert
- 1428: H. Magnus, J. de Broeckhoven
- 1429: Willem van Kesterbeke, Daniel Poelbroot
- 1430: Simon van Ophem, J. de Schore, chiamato de Briedere
- 1431: Walter, figlio di Gerard Pipenpoy, J. Roypens
- 1432: Wenceslas t'Serclaes, Félix de Hont
- 1433: J. Bernaige, H. de Beringen
- 1434: Jean de Frigidomonte
- 1435: Walter Vandernoot, J. Rampaert
- 1436: Walter Vanden Winckele, Arnout Wellems, detto Van Almkercke
- 1437: Henri Taye, J. van Broeckhoven
- 1438: Everard t'Serarnts, Jean Ofhuys
- 1439: Jan de Mol, son of Jan, J. Bogaert
- 1440: Nicolaas Vanden Heetvelde, J. Rampaert
- 1441: Walter, figlio di Walter Vandernoot, Arnout Wellems, chiamato Van Almkercke
- 1442: Jan de Frigidomonte, God. Taye
- 1443: J. t'Serclaes, J. de Schore
- 1444: Jan, son of Jan de Mol, Gerard Pipenpoy, morto il 4 settembre; sostituito da J. Vanden Driessche
- 1445: Nicolaas Vanden Heetvelde, H. Vander Straeten, chiamato Meeus
- 1446: Wenceslas T'Serclaes, Martin Wegsken, chiamato Snellaert
- 1447: Antoine Mennen, Arnoul Wellems, chiamato Van Almkercke
- 1448: Walter Vandernoot, Nicolas Vanden Driele
- 1449: Jean Vandernoot, Guill. Utenberge
- 1450: Nicolas Vanden Heetvelde, H. Vander Straeten
- 1451: Amelric Was, J. Cambier
- 1452: Everard T'Serarnts, Joos Westveling
- 1453: J. de Mol, J. de Blare
- 1454: Jan, figlio di Walter Vandernoot, J. Eggerix
- 1455: Thierry de Mol, Josse de Pape
- 1456: Amelric Was, Guill. Rampaert
- 1457: Walter Vanden Winckele, J. Cambier
- 1458: Philippe Van Nieuwenhove, Albertin Frenier
- 1459: Siger Vanden Heetvelde, J. Eggerix
- 1460: J. de Mol, J. Giellaert
- 1461: Amelric Was,
- 1462: Walter Vanden Winckele, Gerelin de Moor, chiamato den Sleutel
- 1463: Walter Vandernoot, Joos Westveling
- 1464: Petrus Pipenpoy, Willem de Smeth
- 1465: Jan Schat, J. de Poelke
- 1466: Everard t'Serclaes, Jan Offhuys
- 1467: H. Heenkenshoot, Adam Vandersleehagen
- 1468: Amelric Was, H. de Mol, detto Cooman
- 1469: Walter Vandernoot (lord di Risoir), J. Vander Moelen
- 1470: Antoon Thonys, J. Cambier
- 1471: Conrad Vander Neeren, J. de Poelke
- 1472: J. de Mol, Jacob Vanden Poele, chiamato Poelman
- 1473: H. Heenkenshoot, Adam de Bogaerden, chiamato Jordaens
- 1474: Nicolas Vanden Heetvelde, J. Ofhuys
- 1475: Costin de Limelette, Gerelin de Moor, chiamato den Sleutel
- 1476: J. Schat, J. Eeckaert
- 1477: J. Vander Meeren, Arnoul Vanden Plassche
- 1478: H. Vander Meeren
- 1479: H. t'Serarnts, God. Wyngaert
- 1480: Roland de Mol, Thierry Ruttens
- 1481: Wenceslas t'Serclaes, Petrus de Jonge

### Paesi Bassi asburgici (1482–1581)
- 1482–1483: J. Bernsige, J. Mosselman
- 1483–1484: J. van Buyssegem, J. de Poelke
- 1484–1485: H. Vander Meeren
- 1485–1486: Roland de Mol, René Van Thienen
- 1486–1487: Pierre Was, Engelbert Vander Moelen
- 1487–1488: H. de Mol, Jacques de Ruwe
- 1488: Adriaan van Assche
- 1488: Willem T'Serclaes
- 1488–1489: J. de Heemvliet, J. de Walsche
- 1489–1490: Willem T'Serclaes, J. de Poelke
- 1490–1491: Hector Vandernoot, René Van Thienen
- 1491–1492: Jan van Catthem, Joos Zegers
- 1492–1493: Adriaan van Droogenbroeck, Petrus Goessens
- 1493–1494: Helegast Vander Meeren, J. Van Zennen
- 1494–1495: Jan Vander Meeren
- 1495–1496: Guill. Van Bitterswyck, J. Moyensoene
- 1496–1497: J. Vanden Heetvelde, Simon Van Doerne
- 1497–1498: Amelric Was, Jacques de Ruwe
- 1498–1499: Gielis Van Aelst, Pierre Goessens
- 1499: Wenceslas T'Serclaes, J. de Walssche
- 1525: Jan Van Nieuwenhove
- 1546: Jan de Locquenghien
- 1574–1576: Jacob Taye, lord di Gooik
- 1576–1577: Antoon Quarré, Petrus Cuyerman
- 1577–1578: Karel van Brecht, Frans Jacobs
- 1578–1579: Leonard Vandenhecke, Willem de Smet
- 1579–1580: Jacob Taye, Simon de Sailly
- 1580–1581: Leonard Vandenhecke, Adriaan Van Conincxloo

### Paesi Bassi spagnoli e austriaci (1581–1794)
- 1581–1585: Hendrik de Bloyere
- 1585–1586: Jacques Taye, J. Van Geersmeutere
- 1586–1588: Lanceloot II Schetz, II conte di Grobbendonck, barone di Wesemale, J. Van Gersmeutere
- 1588–1590: Philippe de Rodoan, lord di Bergeghem
- 1590–1592: Hendrik van Dongelberghe, Gabriel Van Bemmel
- 1592–1594: Gielis de Busleyden, Willem de Vaddere
- 1594–1596: Henri de Dongelberghe, Arnold Addiers
- 1596–1598: François de Senft
- 1598–1599: Hendrik van Dongelberghe, Willem de Vaddere
- 1600–1601: Karel van Lathem, Gérard Mouton
- 1602: J. Duquesnoy, Lord van Steen
- 1603–1604: Hendrik van Dongelberghe, Arnold Addiers
- 1605: Karel van Lathem, Gérard Mouton
- 1606: Hendrik van Dongelberghe, Arnold Addiers
- 1607: Jacques Vandernoot, signore di Kiesekem, Gérard Mouton
- 1608–1609: Égide de Busleyden, Guillaume de Smet
- 1609: Charles de Lathem, Simon de Sailly
- 1610–1611: Hendrik van Dongelberghe, Arnold Addiers
- 1620: Englebert de Taye, barone di Wemmel.
- 1646: François de Dongelberghe
- 1699: Charles-Léopold Fierlant
- 1700–1702: Roger-Wauthier van der Noot, I barone di Carloo
- 1702–1707: Charles van den Berghen, conte di Limminghe
- 1707–1724: Jean Baptiste Aurelius Walhorn

### Prima Repubblica francese (1794–1804)
- 1795–1800: Jean-Baptiste Verlooy
- 1800: Paul Arconati-Visconti, marchese di Busto
- 1800–1803: Nicolas Rouppe
- 1803–1804: Van Langenhoven

### Primo Impero francese (1804–1815)
- 1804: Devious
- 1805–1810: Charles de Mérode
- 1810–1814: Charles-Joseph, IV duca di Ursel

### Regno dei Paesi Bassi uniti (1815–1830)
- 1815–1830: Barone Louis de Wellens

### Regno del Belgio (dal 1830)
| #         | #  | Immagine | Nome (Nascita-Morte)                       | Termine (Elezione)                   | Mandato           | Mandato                           | Partito politico                      |
| --------- | -- | -------- | ------------------------------------------ | ------------------------------------ | ----------------- | --------------------------------- | ------------------------------------- |
|           | 1  |          | Nicolas-Jean Rouppe (1769–1838)            | • (Designato dal Monarca)            | 1830              | 3 agosto 1838 (Morto in carica)   | Indipendente                          |
|           | 2  |          | Guillaume-Hippolyte van Volxem (1791–1868) | • (Designato dal Monarca)            | 13 settembre 1838 | 13 aprile 1841                    | Indipendente                          |
|           | 3  |          | François-Jean Wyns de Raucour (1779–1857)  | • (Designato dal Monarca)            | 14 aprile 1841    | 1848                              | Indipendente                          |
|           | 4  |          | Charles de Brouckère (1796–1860)           | • (Designato dal Monarca)            | 1848              | 20 aprile 1860 (Morto in carica)  | Partito Liberale                      |
|           | 5  |          | André-Napoléon Fontainas (1807–1863)       | • (Designato Monarca)                | 21 aprile 1860    | 19 luglio 1863 (Morto in carica)  | Partito Liberale                      |
|           | 6  |          | Jules Anspach (1829–1879)                  | • (Designato dal Monarca)            | 15 ottobre 1863   | 19 maggio 1879 (Morto in carica)  | Partito Liberale                      |
|           | 7  |          | Felix Vanderstraeten (1823–1884)           | • (Designato dal Monarca)            | 20 maggio 1879    | 1881                              | Partito Liberale                      |
|           | 8  |          | Charles Buls (1837–1914)                   | • (Designato dal Monarca)            | 1881              | 1899                              | Partito Liberale                      |
|           | 9  |          | Emile De Mot (1835–1909)                   | • (Designato Monarca)                | 1899              | 1909                              | Partito Liberale                      |
|           | 10 |          | Adolphe Max (1869–1939)                    | • (Designato dal Monarca)            | 6 dicembre 1909   | 6 novembre 1939 (Morto in carica) | Partito Liberale                      |
|           | 11 |          | Joseph Van De Meulebroeck (1876–1958)      | • (Designato dal Monarca)            | 28 novembre 1939  | 13 febbraio 1956                  | Partito Liberale                      |
|           | 12 |          | Lucien Cooremans (1889–1985)               | • (Designato dal Monarca)            | 14 febbraio 1956  | 29 agosto 1975                    | Partito della Libertà e del Progresso |
|           | 13 |          | Pierre Van Halteren (1911–2009)            | • (1976)                             | 30 agosto 1975    | 1983                              | Partito della Libertà e del Progresso |
|           | 14 |          | Hervé Brouhon (1924–1993)                  | • (1982)                             | 1983              | 10 aprile 1993 (Morto in carica)  | Partito Socialista                    |
|           | 15 |          | Michel Demaret (1940–2000)                 | • (Designato dal Consiglio comunale) | 20 luglio 1993    | 24 marzo 1994                     | Centro Democratico Umanista           |
|           | 16 |          | Freddy Thielemans (1944–2022)              | 1° (1994)                            | 28 aprile 1994    | 9 gennaio 1995                    | Partito Socialista                    |
|           | 17 |          | François-Xavier de Donnea (nato nel 1941)  | • (Designato dal Consiglio comunale) | 21 maggio 1995    | 18 ottobre 2000                   | Movimento Riformatore                 |
|           | 18 |          | Freddy Thielemans (1944–2022)              | 2° (2000)                            | 16 gennaio 2001   | 13 dicembre 2013                  | Partito Socialista                    |
| 3° (2006) | 18 |          | Freddy Thielemans (1944–2022)              |                                      | 16 gennaio 2001   | 13 dicembre 2013                  | Partito Socialista                    |
|           | 19 |          | Yvan Mayeur (nato nel 1960)                | • (2012)                             | 13 dicembre 2013  | 20 giugno 2017                    | Partito Socialista                    |
|           | 20 |          | Philippe Close (nato nel 1971)             | Designato dal Partito Socialista     | 20 giugno 2017    | in carica                         | Partito Socialista                    |